# Donkey Creek (Belle Fourche River)
Der Donkey Creek ist ein etwa 109 km langer, linker Nebenfluss des Belle Fourche Rivers im Nordosten des US-Bundesstaates Wyoming.

## Verlauf
Der Donkey Creek entspringt im westlichen Campbell County, südlich der Interstate 90 auf einer Höhe von rund 1450 m. Von dort fließt er in östliche Richtung durch die westlichen Vororte von Gillette, unterquert den Wyoming Highway 50 und fließt durch den südlichen Teil der Stadt. Östlich des hier als South Douglas Highway verlaufenden Wyoming Highway 59 wird der Donkey Creek zum Gillette Fishing Lake aufgestaut. Der Fluss fließt in ostnordöstlicher Richtung vorbei an Wyodak und mäandriert parallel zu I-90/US-14 und WYO 51 durch die Great Plains. Er erreicht schließlich das Crook County, wendet sich kurz vor seiner Mündung nach Nordosten und mündet auf einer Höhe von 1259 m einige Kilometer nordwestlich von Moorcroft in den Belle Fourche River.

## Hydrologie
Der Donkey Creek ist als Nebenfluss des Belle Fourche Rivers Teil des Einzugsgebietes des Cheyenne Rivers, der über Missouri und Mississippi in den Golf von Mexiko entwässert. Das Einzugsgebiet des Donkey Creek umfasst eine Fläche von 637,12 km² und grenzt an die Einzugsgebiete von Little Powder River im Norden, Wild Horse Creek im Westen und Caballo Creek im Süden. Der mittlere Abfluss am Pegel westlich von Moorcroft beträgt 0,29 m³/s, die größten Abflüsse finden sich in den Monaten März und Mai.

## Belege
1. 1 2 3 4  Donkey Creek. In: Geographic Names Information System. United States Geological Survey, United States Department of the Interior (englisch).
2. ↑  USGS 06426400 DONKEY CREEK NEAR MOORCROFT, WY. Abgerufen am 1. September 2024.